# Thereuonema tuberculata
Thereuonema tuberculata är en mångfotingart som först beskrevs av Charles Thorold Wood 1862.  Thereuonema tuberculata ingår i släktet Thereuonema och familjen spindelfotingar. Inga underarter finns listade i Catalogue of Life.